# Сошо
Сошо́ (фр. Sochaux) — муніципалітет у Франції, у регіоні Бургундія-Франш-Конте, департамент Ду. Населення — 3795 осіб (01.01.2021).
Муніципалітет розташований на відстані близько 370 км на південний схід від Парижа, 70 км на північний схід від Безансона.

## Історія
У 1956-2015 роках муніципалітет перебував у складі регіону Франш-Конте. Від 1 січня 2016 року належить до нового об'єднаного регіону Бургундія-Франш-Конте.

## Демографія
Динаміка населення (INSEE ):
Розподіл населення за віком та статтю (2006):
| Стать | Всього | До 15 років | 15-24 | 25-44 | 45-64 | 65-85 | Понад 85 |
| --- | ------ | ----------- | ----- | ----- | ----- | ----- | -------- |
| Чоловіки | 2256   | 373         | 405   | 606   | 646   | 222   | 4        |
| Жінки | 2053   | 328         | 257   | 577   | 529   | 325   | 37       |
| \| Статево-вікова піраміда \| Статево-вікова піраміда \| Статево-вікова піраміда \| \| ----------------------- \| ----------------------- \| ----------------------- \| \| Чоловіки \| Вік \| Жінки \| \| 4 \| 85 + \| 37 \| \| 41 \| 80-84 \| 50 \| \| 52 \| 75-79 \| 95 \| \| 60 \| 70-74 \| 94 \| \| 69 \| 65-69 \| 86 \| \| 155 \| 60-64 \| 53 \| \| 173 \| 55-59 \| 141 \| \| 152 \| 50-54 \| 170 \| \| 166 \| 45-49 \| 165 \| \| 151 \| 40-44 \| 162 \| \| 151 \| 35-39 \| 117 \| \| 159 \| 30-34 \| 150 \| \| 145 \| 25-29 \| 148 \| \| 236 \| 20-24 \| 165 \| \| 169 \| 15-20 \| 92 \| \| 128 \| 10-14 \| 141 \| \| 96 \| 5-9 \| 90 \| \| 149 \| 0-4 \| 97 \| |        |             |       |       |       |       |          |
| Статево-вікова піраміда |        |             |       |       |       |       |          |
| Чоловіки | Вік    | Жінки       |       |       |       |       |          |
| 4 | 85 +   | 37          |       |       |       |       |          |
| 41 | 80-84  | 50          |       |       |       |       |          |
| 52 | 75-79  | 95          |       |       |       |       |          |
| 60 | 70-74  | 94          |       |       |       |       |          |
| 69 | 65-69  | 86          |       |       |       |       |          |
| 155 | 60-64  | 53          |       |       |       |       |          |
| 173 | 55-59  | 141         |       |       |       |       |          |
| 152 | 50-54  | 170         |       |       |       |       |          |
| 166 | 45-49  | 165         |       |       |       |       |          |
| 151 | 40-44  | 162         |       |       |       |       |          |
| 151 | 35-39  | 117         |       |       |       |       |          |
| 159 | 30-34  | 150         |       |       |       |       |          |
| 145 | 25-29  | 148         |       |       |       |       |          |
| 236 | 20-24  | 165         |       |       |       |       |          |
| 169 | 15-20  | 92          |       |       |       |       |          |
| 128 | 10-14  | 141         |       |       |       |       |          |
| 96 | 5-9    | 90          |       |       |       |       |          |
| 149 | 0-4    | 97          |       |       |       |       |          |

## Адміністрація міста
- 1793 - 1794 - Léopold LODS
- 1794 - 1811 - David-frédéric FERRAND
- 1812 - 1818 - Jean-Frédéric FERRAND
- 1819 - 1821 - Georges-Grédéric LODS
- 1822 - 1843 - Jean-Frédéric FERRAND
- 1843 - 1847 - Frédéric WETTZEL
- 1847 - 1860 - Jean FERRAND
- 1861 - 1878 - Charles-Frédéric WETTZEL
- 1878 - 1884 - Théodore IENNE
- 1884 - 1898 - Charles-Frédéric WETTZEL
- 1898 - 1907 - Georges CARRAY
- 1907 - 1912 - Albert ROSSEL
- 1912 - 1919 - Edmond IENNE
- 1920 - 1943 - Eugène BRUNNER
- 1943 - 1944 - René CABURET
- 1944 - 1945 - Gustave FALLOT
- 1945 - 1947 - Marcel MARTIN
- 1947 - 1953 - René CABURET
- 1954 - 1992 - Maurice THIEVENT
- 1992 - 2001 - Libéro CENCIG
- 2001-2008 - Aimé Mourgeon партія UMP;
- 2008 мер - Albert Matocq-Grabot [5], партія DVG

## Економіка
2010 року серед 2762 осіб працездатного віку (15—64 років) 1964 були активними, 798 — неактивними (показник активності 71,1%, у 1999 році було 70,5%). З 1964 активних мешканців працювало 1509 осіб (884 чоловіки та 625 жінок), безробітними було 455 (240 чоловіків та 215 жінок). Серед 798 неактивних 224 особи були учнями чи студентами, 245 — пенсіонерами, 329 були неактивними з інших причин.

У 2010 році в муніципалітеті числилось 1935 оподаткованих домогосподарств, у яких проживали 4121,0 особи, медіана доходів виносила 13 979 євро на одного особоспоживача
У Сошо розташований великий завод компанії PSA Peugeot Citroën, котрий заснований в 1912 році. На цьому підприємстві працює 12 500 робітників. У 2008 році на заводі вироблено 290 000 автомобілів. Поточна виробнича програма складається з: хетчбеки та універсали Peugeot 308, кросовери 3008 (530 шт./день), мінівени 5008 (360 шт./день) і т.д. У місті також є автомобільний музей Peugeot (фр. Musée de l’Aventure Peugeot).

## Спорт

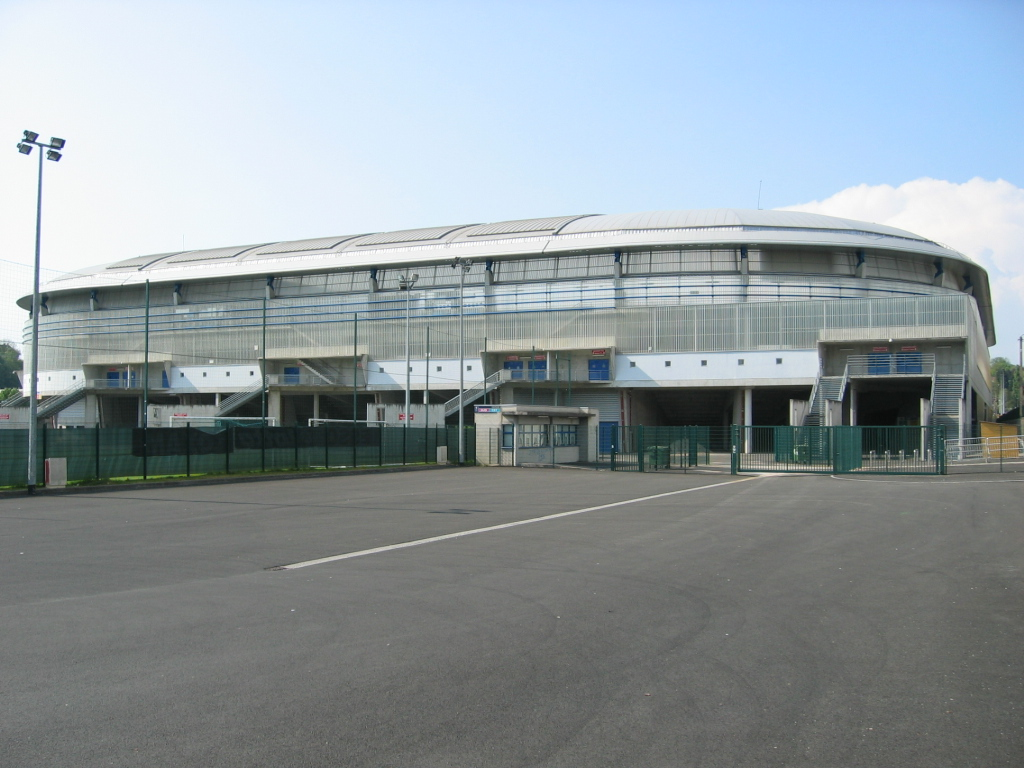
Стадіон Огюста-Боналі

Міський футбольний клуб Сошо 1928 року. Бере участь в іграх Чемпіонату Франції з футболу. 13 травня 2007 року, FCSM виграв у марсельського Олімпіка (фр. l’Olympique de Marseille), вигравши Кубок Франції вдруге після 1937 року.

## Галерея зображень

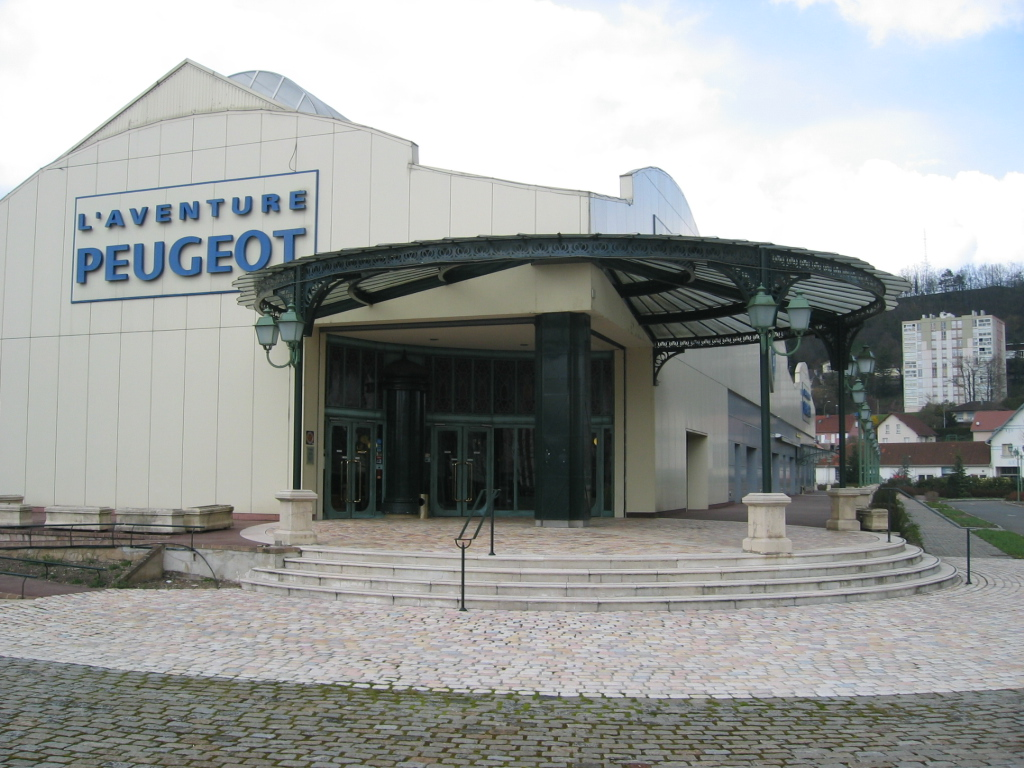
Музей Пежо (musée de l'Aventure Peugeot);
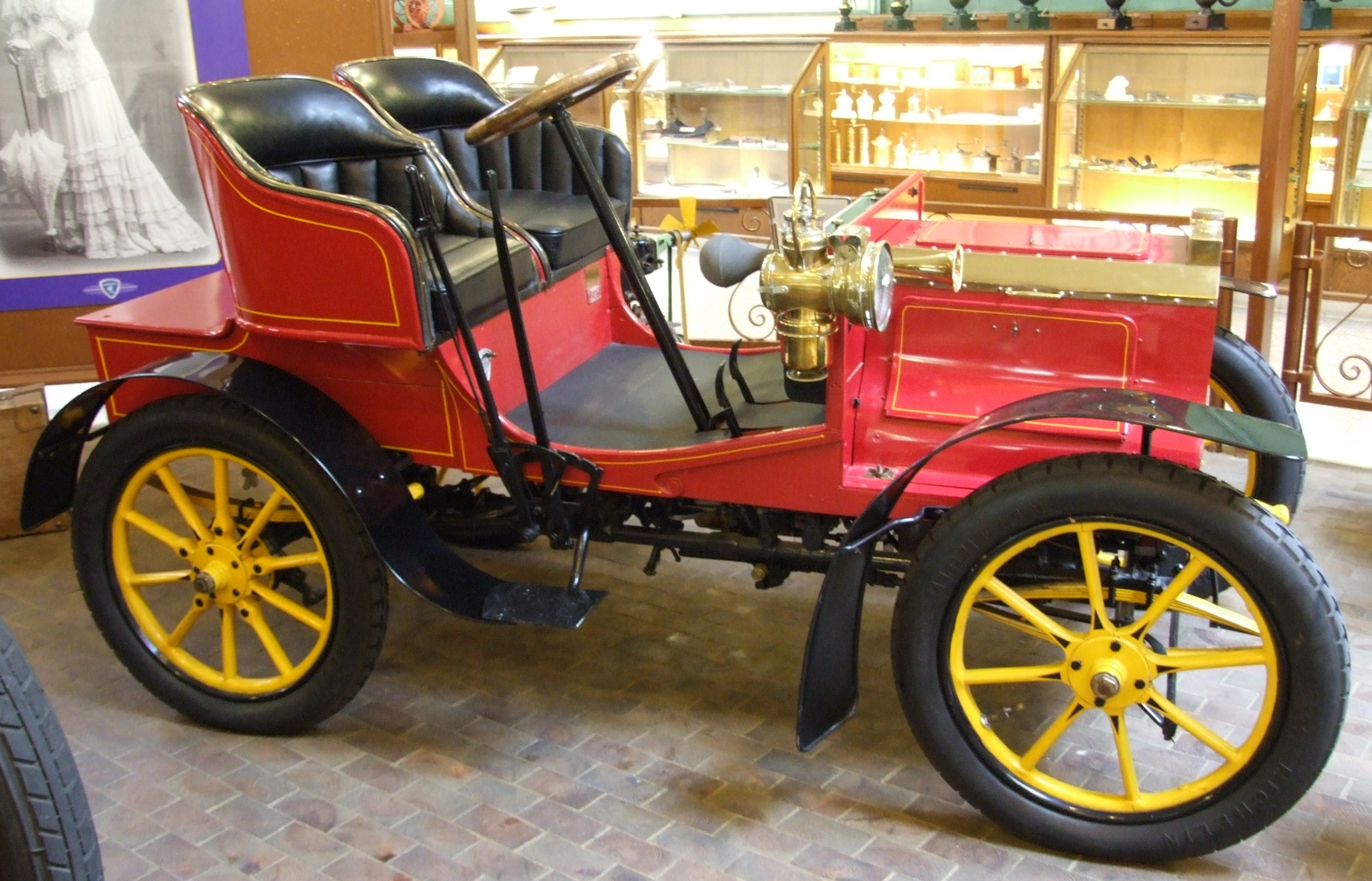
Експонат музею Пежо.